# Deity Yoga (könyv)
A Deity Yoga (magyarul: Istenség-jóga, magyar nyelvű kiadása nem készült) a 14. dalai láma, Tendzin Gyaco könyve, amely a buddhista meditáció alapvető folyamatát mutatja be működés közben, illetve a csárjajóga tantráit. Három fő részből áll: Heart of Mantra (A mantra szíve), amelyben a magas rangú láma részletesen elmeséli az istenség-jóga meditációs rítusairól szerzett tapasztalatait - az egyedülálló tantrikus gyakorlat, amelyben a jógik vizualizációval Buddha természetfeletti testébe képzelik magukat az együtt érző bölcsesség megtestesüléseként. A Deity Yoga haladó szintű tanítás, amely a buddhizmus iránt általánosan érdeklődők számára nehéz olvasmánynak számít.
A könyv a Tantra in Tibet (Tantra Tibetben) folytatása a Wisdom of Tibet (Tibet bölcsessége) című könyvsorozatban, amelyet a dalai láma támogatása mellett adtak ki. A könyvnek magyar nyelvű kiadása nem jelent meg.

## Tartalma
Bemutatásra kerülnek különleges istenség-jóga technikák, amelyek a szív, a tudat és a buddhák fizikai megjelenésének fejlesztését célozzák egy sor összefüggő jógagyakorlat segítségével. A meditációkat kísérő mudrákat (kézzel történő kifejezések) világosan ábrázolják. A Jeffrey Hopkins által készített melléklet részletesen bemutatja a tantragyakorlatokat, illetve a különleges jógi képességek kifejlesztésének fontosságát.
Az egykori buddhista tanító, Congkapa által írt A tantrák terjedelmes magyarázata című műve részletesen leírja a gyakorlatokat és a tantrákat. Ez a mű jelenti a magasabb tantrikus gyakorlatok alapját, amely elmagyarázza az istenség-jóga meditációs szertartásait is.